# Râul Berheci
Râul Berheci este un curs de apă, afluent al râului Bârlad.